# Інститут «Республіка»
Інститут економіко-соціальних досліджень «Республіка» — українська правозахисна громадська організація, колективний член Української Гельсінської спілки з прав людини.
Мета діяльності Інституту «Республіка» — дати можливість прогресивно мислячим громадянам брати активну участь у демократичних перетвореннях в Україні.
Найбільшим своїм досягненням ми вважаємо те, що навколо Інституту сформувалося середовище людей з активною громадською позицією, які прагнуть відстоювати цінності відкритого суспільства, сприяти поступу країни у напрямку таких цінностей як дотримання прав і свобод громадян, принципів демократії, моральності влади.
Ми підтримуємо такі цінності шляхом здійснення незалежних досліджень і створення процедур змістовного діалогу між представниками влади та громадськості, відстоювання конституційних прав громадян.

## Історія
Заснована 1997 року Володимиром Чемерисом (нині — член Правління).
Певний час Інститут існував як аналітичний центр, систематизуючи й аналізуючи поточну ситуацію в Україні, розробляв законодавчі ініціативи, розробляв пропозиції щодо стратегічного розвитку держави, які поширювалися в суспільно та політично активному середовищі.
У 1998 році спільно з Київською міською радою була проведена науково-практична конференція про особливості місцевого самоврядування в місті Києві. У межах конференції обговорено законопроєкт народного депутата, голови правління Інституту «Республіка» В.Чемериса «Про статус столиці України — міста Київ». Цього ж року Інститут в рамках програми історичних досліджень провів конференцію та молодіжну акцію, присвячену річниці історичної події — Конотопської битви 1659 року і видав збірник наукових праць «Конотопська битва 1659 року».
У 1999 році Інститут надавав методологічну та технічну допомогу своїм активістам у їх науково-практичних дослідах, наприклад, при підготовці та виданні роботи експерта Інституту Ю.Слабковського «Підходи до розробки маркетингової стратегії по залученню інвестицій».
У 1999—2000 роках діяльність Інституту була сконцентрована на проведенні дискусій щодо стану індивіда в сучасному політикумі. Торік особливо гострими були дискусії щодо кризового стану українського суспільства. З ініціативи активістів Інституту були проведені семінари-дискусії щодо політичних і культурних явищ, що проєктуються на кризову ситуацію в країні. Обговорювався широкий спектр тем:
- історичні події та їх проєкція на сучасну українську кризу (визвольні змагання початку XX сторіччя, ідеологія УПА, студентські події 90-го року, розвиток ідеї демократії та прав людини);
- формування української культури та її вплив на сучасну політичне і культурне середовище України (поезія Київської Школи, емансипативний дискурс в українській літературі та суспільстві);
- світові політичні явища XX століття (вплив Франкфуртської школи на політику радикалів 80-х років, сучасні політичні маргінальні процеси тощо).

За результатами цих дискусій не тільки видавалися статті у провідних мас-медіа України, щобільше, в суспільний обіг вводилися нові поняття та ідеї, зокрема, поширилася ідея про необхідність зміни Системи політичних, соціальних та економічних відносин і необхідність переходу до парламентської республіки в Україні. Інститут «Республіка» став одним з ідеологічних центрів нового демократичного руху в Україні.
З кінця 2000 року за безпосередньою ініціативою своїх активістів «Республіка» перейшла до більш активної діяльності щодо захисту прав людини.
Крім цього Інститут «Республіка» в межах програми Freedom house «Партнерство за реформи в Україні» отримав підтримку для проведення трьох громадських слухань з питань свободи слова, написання і видання книги, а також створення інтернет-видання. У 2001—2002 роках цей проєкт був успішно здійснений, щобільше, Інститут «Республіка» став ініціатором створення першої в Україні Комісії з журналістської етики, голова правління Інституту є членом цієї Комісії та входить до нещодавно утвореного оргкомітету зі створення загальнонаціональної журналістської організації, альтернативного Союзу журналістів України.
У 2001 році Інститут «Республіка» за фінансової підтримки Міжнародного Фонду «Відродження» здійснював проєкт «Право проти зловживань владою», який спрямований на захист громадянських прав молоді щодо вільного висловлювання своїх поглядів. Одним із пріоритетів цього правозахисного проєкту було запобігання політичних репресій з боку адміністрацій навчальних закладів щодо тих студентів, які брали участь у масових мирних Демонстраціях та відновлення прав студентів у разі, якщо вони відчули такі репресії. В рамках проєкту проводилися заходи щодо правової освіти молоді, розпочалася дискусія в суспільстві щодо дотримання прав людини. Також експерти Інституту на волонтерських засадах вели три судові справи щодо позовів студентів до правоохоронних органів за незаконне затримання 9 березня.
У квітні 2010 року Інститут ініціював збір підписів під зверненням до Президента США Барака Обами з вимогою виплатити компенсацію родині загиблого 2003 року в Іраку українського журналіста, телеоператора Reuters Тараса Процюка.